# Inmos
Inmos Ltd. (ein Kofferwort aus International und der zugrundeliegenden Technologie NMOS) war ein britischer Halbleiterhersteller mit Sitz in Bristol. Das Unternehmen wurde im November 1978 von Iann Baron gegründet. Das Unternehmen entwickelte den Transputer.

## Geschichte
Das Unternehmen wurde von Iann Brannon, einem britischen Computerconsultant, und den beiden US-Amerikanern Richard Petritz und Paul Schroeder gegründet. Petritz und Schroeder hatten beide langjährige Erfahrung in der Halbleiterindustrie. Das National Enterprise Board der britischen Regierung stellte dafür 50 Mio. £ zur Verfügung. Neben der Muttergesellschaft in England wurde die US-amerikanische Niederlassung Inmos Corporation in Colorado gegründet. Halbeiterfabriken wurden in Colorado Springs, Colorado und in Newport, Wales gebaut. Unter der Privatisierungspolitik von Margaret Thatcher wurde das National Enterprise Board in die British Technology Group eingegliedert und musste seine Anteile an Inmos verkaufen. Dabei wurden zunächst die Angebote von AT&T sowie von einem niederländischen Unternehmenskonsortium abgelehnt. Im Juli 1984 bot das Unternehmen Thorn EMI eine Summe von 124,1 Mio. £ für den 76 % großen Anteil des Staates. Dieses Angebot wurde später auf 192 Mio. £ aufgestockt und im August 1984 angenommen. Insgesamt hatte Inmos bis dahin 211 Mio. £ von der britischen Regierung erhalten, konnte aber dennoch keine schwarzen Zahlen schreiben.
Im April 1989 wurde Inmos an SGS-Thomson verkauft. Etwa zur gleichen Zeit begann die Firma am T9000 – einer verbesserten Version des Transputers – zu arbeiten. Aufgrund verschiedener technischer Probleme und Verzögerungen wurde das Projekt jedoch eingestellt und markierte somit das Ende des Transputers als Parallelprozessorplattform. Abwandlungen des Prozessors wie der ST20 wurden später jedoch in Chipsätze für Embedded Systeme wie Set-Top-Boxen integriert.
Im Dezember 1994 wurde Inmos vollständig in STMicroelectronics eingegliedert und der Name Inmos seitdem nicht mehr verwendet.

## Produkte

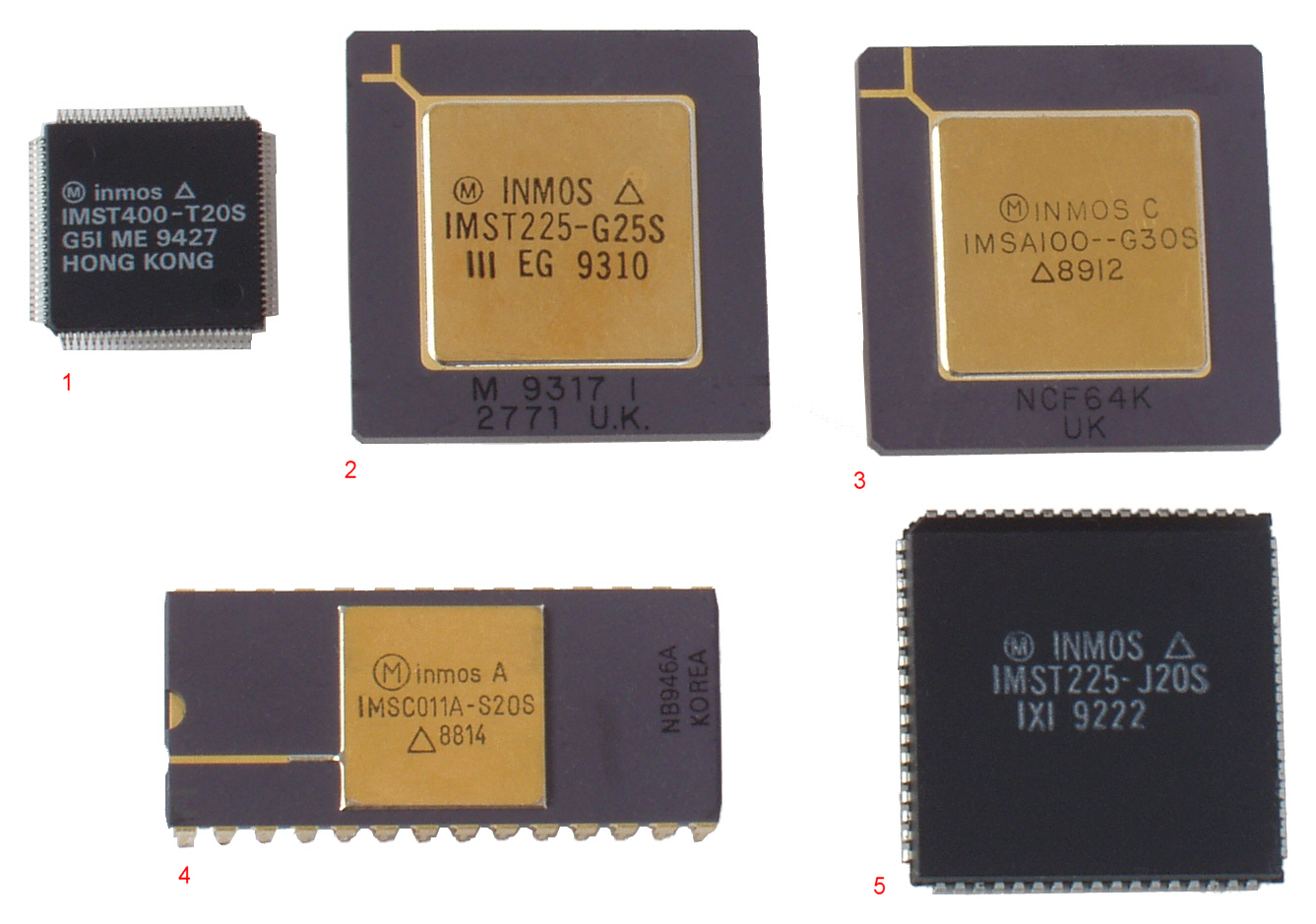
Verschiedene ICs von Inmos

Inmos fertigte zunächst SRAM-Bausteine. Später kamen DRAM- und EEPROM-Bausteine dazu. Das langfristige Ziel von Iann Baron war aber, eine neue Mikroprozessorarchitektur zu entwickeln, die auf Parallelisierung von Rechenprozessen ausgelegt sein sollte. Mit dieser Aufgabe wurden die Mitarbeiter David May und Robert Milne betraut. 1985 ging der neu entwickelte Prozessortyp in Form der Prozessoren T212 und T414 in Produktion. Speziell für den neuen Prozessortyp wurde die Programmiersprache Occam geschaffen.
Der Transputer verzeichnete einige Erfolge als Grundlage für verschiedene Supercomputer von Meiko, Floating Point Systems, Parsytec und Parsys. Meiko war eine von ehemaligen Inmos-Mitarbeiter gegründete Firma. Da der Prozessor ein in sich geschlossenes Design hatte, wurde er auch in einigen Embedded Systemen eingesetzt. Die unkonventionelle Art des Prozessors und seiner Programmiersprache schmälerte jedoch stark seine Attraktivität. Ende der 1980er Jahre konnte der Prozessor auch nicht mehr mit der Leistungsfähigkeit der Konkurrenzprodukte mithalten.

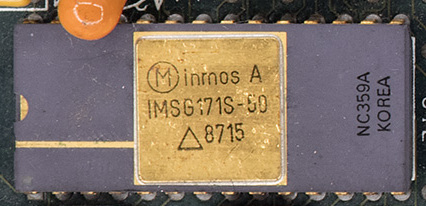
RAMDAC Inmos G171

Neben den Transputerprozessoren stellte Inmos DSPs und RAMDACs her. Der RAMDAC Inmos G171 wurde von IBM beim Bau der VGA-Grafikkarte für die PS/2-Systeme verwendet.